# انسان رودولفی
انسان رودولفی با نام علمی Homo rudolfensis یکی از کهن‌ترین گونه‌های سردهٔ انسان است که ۱٫۸۸ تا ۱٫۹ میلیون سال پیش در شرق دریاجهٔ ترکانا در کنیای امروزی می‌زیست. نشان مستقیمی دال بر ابزارسازی این انسان وجود ندارد. با این حال ابزارسازی—اگر محتمل نباشد—ممکن هست. به نظر می‌آید که انسان رودولفی به نیای مشترک سردهٔ انسان و پرامردم بسیار نزدیک باشد.